# Scolica enchiriadis
Scolica enchiriadis è un trattato musicale di autore anonimo del IX secolo abbinato a Musica enchiriadis. Questi trattati vennero un tempo attribuiti a Hucbald, gli studiosi però non propendono più per questa attribuzione.

## Storia
Scolica enchiriadis è scritto in dialogo tripartito, e nonostante sia un commento a Musica enchiriadis, è circa tre volte il trattato musicale.  Gran parte della teoria discussa nel trattato è incentrata sulla concezione  agostiniana della musica, in particolare sull'importanza della matematica nella musica come disciplina affine al Quadrivium . Le sezioni successive attingono pesantemente alla teoria musicale di Boezio e Cassiodoro, due autori medievali le cui opere sulla musica furono ampiamente lette e distribuite centinaia di anni dopo la loro morte. Il trattato si avvale del monocordo per spiegare le relazioni fra gli  intervalli. Illustra inoltre la tecnica di canto, il canto piano e la polifonia nello stile dell'organum. 
La scala usata nel trattato, basata sul sistema del tetracordo, sembra creata apposta per il trattato anziché rappresentare gli usi comuni del tempo. Il sistema utilizza poi un raro esempio di notazione, nota come notazione daseiana. Questa notazione è rappresentata da un certo numero di figure ruotate di novanta gradi per rappresentare diversi valori di altezza delle note.
Un'edizione critica del trattato venne pubblicata nel 1981, una traduzione in lingua inglese nel 1995. e una traduzione in lingua italiana nel 2011.